# Not Gonna Get Us
Singles de t.A.T.u.
Show Me Love
(Pologne, 2002) Ne ver', ne boïsia
(2002)
Clip vidéo
[vidéo] « Not Gonna Get Us », sur YouTube
Not Gonna Get Us est une chanson du duo féminin russe t.A.T.u. extraite de leur premier album anglais 200 km/h in the Wrong Lane, sorti en 2002. C'est l'adaptation anglaise de leur hit russe Nas ne dogoniat.
Cette chanson est également sortie en single et devenue un tube international.

## Classement
| Classement (2003-2004)                  | Meilleure position |
| --------------------------------------- | ------------------ |
| Australie (ARIA)                        | 11                 |
| Autriche (Ö3 Austria Top 40)            | 5                  |
| Belgique (Flandre Ultratop 50 Singles)  | 12                 |
| Belgique (Wallonie Ultratop 50 Singles) | 10                 |
| Finlande (Suomen virallinen lista)      | 3                  |
| France (SNEP)                           | 18                 |
| Allemagne (GfK Entertainment)           | 15                 |
| Hongrie (Rádiós Top 40)                 | 25                 |
| Italie (FIMI)                           | 4                  |
| Pays-Bas (Single Top 100)               | 11                 |
| Nouvelle-Zélande (RMNZ)                 | 25                 |
| Norvège (VG-lista)                      | 12                 |
| Suède (Sverigetopplistan)               | 9                  |
| Suisse (Schweizer Hitparade)            | 18                 |
| Royaume-Uni (UK Singles Chart)          | 7                  |
| États-Unis (Dance Club Songs)           | 1                  |
| États-Unis (Pop Airplay)                | 35                 |